# Pihalni orkester Krka
Pihalni orkester Krka je ljubiteljski pihalni orkester iz Novega Mesta. Ustanovljen je bil 9. marca 1957 pod imenom Godba Straža, leta 1967 se je preimenoval v Pihalni orkester Novoles, leta 2002 pa je dobil zdajšnje ime. Izvaja izvirna dela, pisana za pihalne orkestre, pa tudi priredbe klasičnih del, muzikalov in filmske glasbe. Od leta 1994 je bil njegov pokrovitelj Krka Zdravilišča, od leta 2002 pa je generalni pokrovitelj orkestra podjetje Krka. 

V slovenskem in mednarodnem prostoru so prepoznani kot eden najboljših amaterskih pihalnih orkestrov. Redno se udeležujejo državnih in mednarodnih tekmovanj ter festivalov, sodelujejo z uglednimi tujimi skladatelji in se vključujejo v številne glasbene projekte. Posebno pozornost namenjajo glasbeni vzgoji mladih. Vsako poletje organizirajo delavnice Poletne glasbene urice, ki privabijo več kot 40 mladih glasbenikov in glasbenic. 
Pihalni orkester Krka na svojem področju deluje kakovostno in predano. So promotorji slovenske ustvarjalnosti, kulturne dediščine ter kakovostne glasbene vzgoje. Navdihujejo številne mlade glasbenike po Sloveniji, svoji publiki pa vedno znova nudijo prvovrsten glasbeni užitek.
Sodi med najboljše slovenske ljubiteljske pihalne orkestre.

## Dirigenti
- Ladislav Leško (1957–1958)[6]
- Milan Posavec (1958–1969, 1971–1990)
- Ladislav Resman (1969–1971)
- Miro Saje (1990–2007): orkester prevzel kot absolvent ljubljanske akademije za glasbo[7]
- Matevž Novak (2007–danes)

## Nagrade in priznanja
Državni prvak in zmagovalec mednarodno znanih tekmovanj v Italiji (1995, 1997, 1999, 2015), Nemčiji (2002), na Madžarskem (1999, 2010) in Češkem (2022). 

### Mednarodna tekmovanja
- 2022: International festival and competition of wind orchestras Prague 2022[8]: 
  - Zlata plaketa s posebnim priznanjem in 98,5 točk[9]
  - Posebno priznanje za najboljšo izvedbo obvezne skladbe
  - Zmagovalci najvišje kategorije na tekmovanju
  - Najboljši orkester tekmovanja
  - Najboljši dirigent - Matevž Novak
- 2015: Flicorno d'Oro 2015[10]
  - pokal za osvojeno prvo mesto v najvišji tekmovalni kategoriji (Excellence Category)[11]
  - pokal za najboljši orkester tekmovanja
  - nagrada za najboljšega dirigenta tekmovanja - Matevž Novak
- 2010 : Mednarodno tekmovanje v mestu Pécs, Madžarska. 1. mesto v prvi kategoriji, zlata listina, pokal Grand Prix za najboljši orkester tekmovanja, plaketa za najboljši nastop.[12]
- 2005: Svetovno glasbeno tekmovanje (WMC Kerkrade 2005), Kerkrade, Nizozemska; Zlata medalja s pohvalo v 1. kategoriji[13]
- 2002: Mednarodno tekmovanje pihalnih orkestrov, Bamberg, Nemčija; 1. nagrada v umetniški kategoriji
- 1999: Mednarodno tekmovanje pihalnih orkestrov, Eger, Madžarska; 1. nagrada v umetniški kategoriji in Mednarodno tekmovanje pihalnih orkestrov FLICORNO D’ORO, Riva Del Garda, Italija; 1. nagrada v umetniški kategoriji
- 1997: Mednarodno tekmovanje pihalnih orkestrov FLICORNO D’ORO, ; 1. nagrada v I. kategoriji
- 1995: Mednarodno tekmovanje pihalnih orkestrov FLICORNO D’ORO, Riva Del Garda, Italija; 1. nagrada v II. kategoriji

### Tekmovanje slovenskih godb
- 2012: 1. mesto v koncertni težavnostni stopnji[14]
- 2006: Slovensko državno tekmovanje, Krško, Slovenija; 1. mesto v umetniški kategoriji
- 2003: Slovensko državno tekmovanje, Trbovlje, Slovenija; 1. nagrada s pohvalo v umetniški kategoriji
- 1999: Slovensko državno tekmovanje, 1. nagrada s pohvalo v I. kategoriji, Krško, Slovenija
- 1998: Slovensko državno tekmovanje, 1. nagrada s pohvalo v II. Kategoriji, Krško, Slovenija
- 1997: Slovensko državno tekmovanje, 1. nagrada s pohvalo v III. kategoriji, Sežana, Slovenija